# 37th Airlift Squadron
Le 37th Airlift Squadron (37th AS), est un escadron de transport de l'United States Air Forces in Europe appartenant au 86th Airlift Wing basé à Ramstein Air Base en Allemagne. Il est aujourd'hui équipé de quadrimoteurs C-130E.

## Historique
- 2 février 1942 : création du 37th Transport Sqdn
- 14 février 1942 : activation
- 4 juillet 1942 : redésigné 37th Troop Carrier Sqdn
- 23 juin 1948 : redésigné 37th Troop Carrier Sqdn, Medium
- 8 octobre 1949 : devirent le 37th Troop Carrier Sqdn, Heavy
- 28 janvier 1950 : redésigné 37th Troop Carrier Sqdn, Medium
- 18 juin 1957 : dissolution
- 17 mai 1966 : activé en tant que 37th Troop Carrier Sqdn
- 1er octobre 1966 : organisation de l'escadron
- 1er mai 1967 : redésigné 37th Tactical Airlift Sqdn
- 1er avril 1992 : prend sa désignation actuelle de 37th Airlift Sqdn

## Bases
- Patterson Field (Ohio) : 14 février 1942 - 15 juin 1942
- Bowman Field (Kentucky) : 16 juin 1942 - 8 août 1942
- Lawson Field (Géorgie) : 9 août 1942 - 28 septembre 1942
- Del Valle (Texas): 29 septembre 1942 - 22 novembre 1942
- Deversoir (Égypte) : 23 novembre 1942 - 9 décembre 1942
- El Adem (Libye) : 10 décembre 1942 - 22 décembre 1942
- Deversoir (Égypte) : 23 décembre 1942 - 10 janvier 1943
- Marble Arch (Libye) : 11 janvier 1943 - 24 janvier 1943
- Ismailia (Égypte) : 25 janvier 1943 - 13 février 1943
- Fayid (Égypte) : 14 février 1943 - 27 mai 1943
- El Kabrit (Égypte) : 28 mai 1943 - 15 octobre 1943
- El Aouina (Tunisie) : 16 octobre 1943 - 28 novembre 1943
- Borizzo (Sicile) : 29 novembre 1943 - 17 février 1944
- Cottesmore (Angleterre): 18 février 1944 - 9 juin 1945

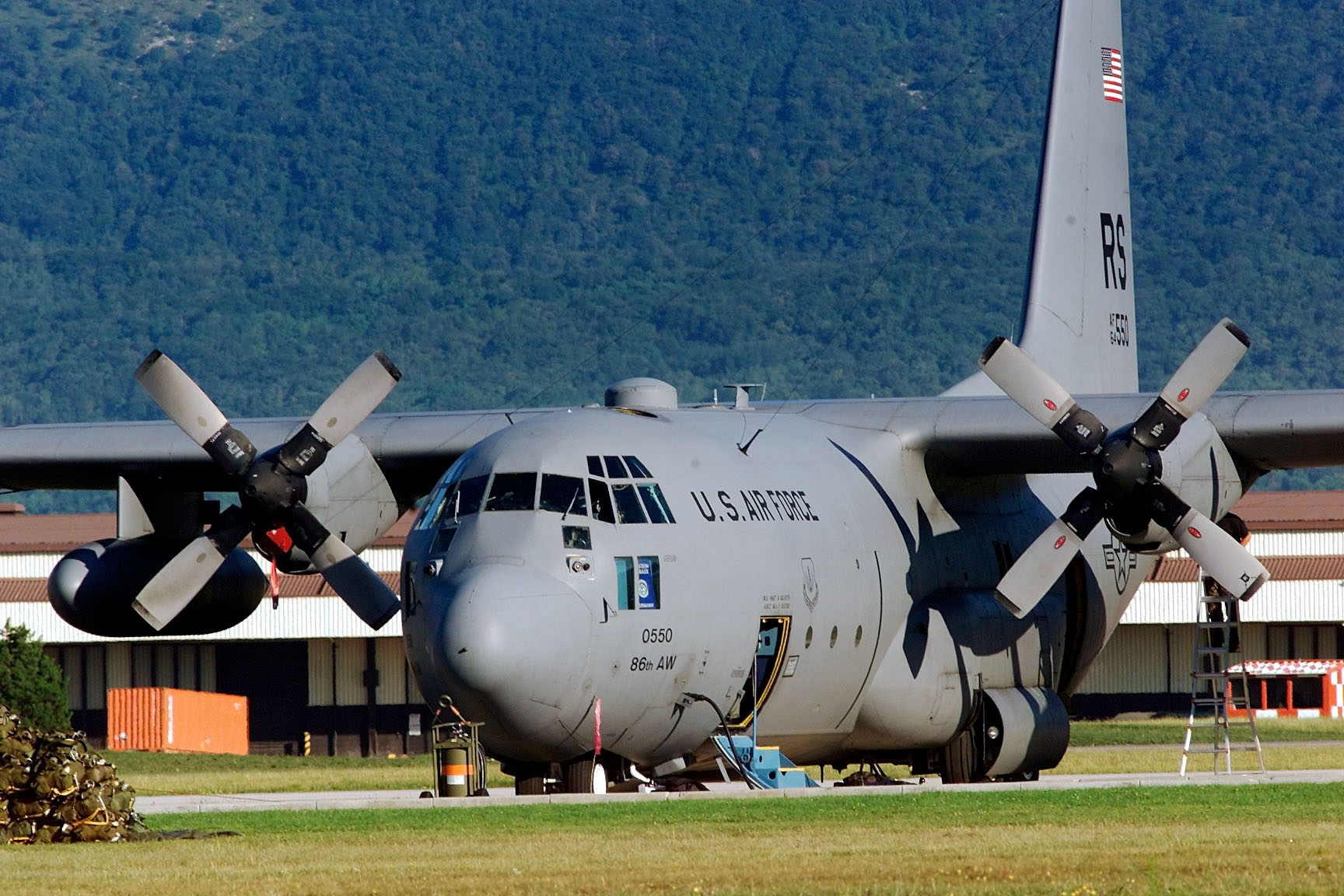
C-130E du 37th AS à Aviano Air Base le 17 juillet 2000

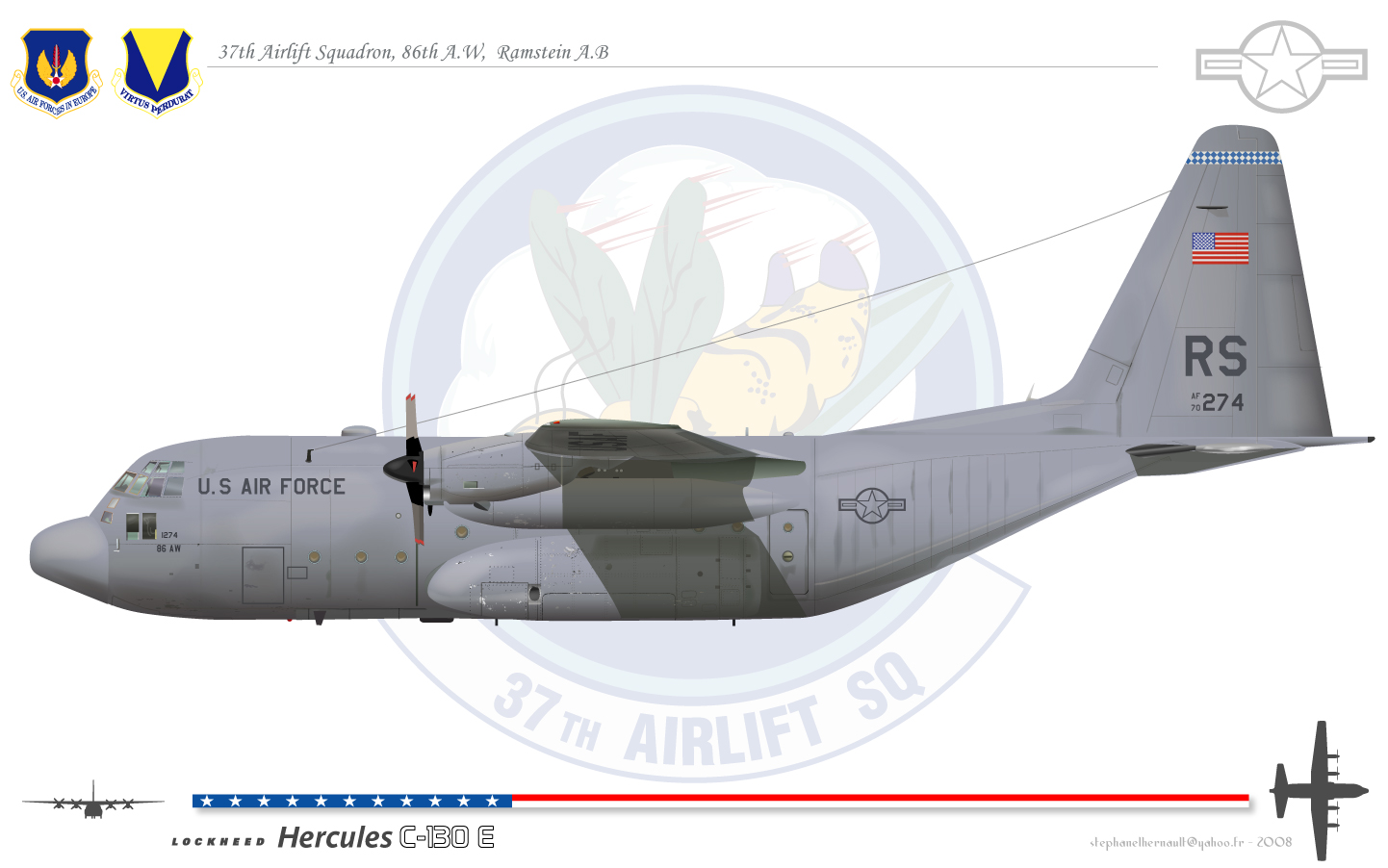
C-130E 37th AS

- Pope Field (Caroline du Nord): 10 juin 1945 - 29 juillet 1946
- Greenville AAB (puis AFB) (Caroline du Sud) : 30 juillet 1946 - 3 novembre 1949
- Smyrna (puis Sewart) AFB (Tennessee) : 4 novembre 1949 - 10 septembre 1950
- Ashiya AB (Japon) : 11 septembre 1950 - 28 novembre 1950
- Komaki AB (Japon (operations à partir de Ashiya AB, Japon) : 29 novembre 1950 - 10 février 1952
- Ashiya AB (Japon) : 11 février 1952 - 7 mai 1952
- Sewart AFB (Tennessee) : 8 mai 1952 - 14 novembre 1954
- Ashiya AB (Japon) : 15 novembre 1954 - 18 juin 1957
- Langley AFB (Virginie) : 1er octobre 1966 - 30 septembre 1977
- Rhein-Main AB (Allemagne) : 1er octobre 1977 - 30 septembre 1994
- Ramstein AB (Allemagne) : 1er octobre 1994 -

Déploiements :
- Chaun Kang AB (Taïwan) : du 6 juin 1972 au 15 mars 1973
- RAF Mildenhall (Angleterre) :
  - 24 novembre 1968 au 26 février 1969
  - 24 février 1970 au 11 mai 1970
  - 13 janvier 1972 au 14 mars 1972
  - 31 août 1973 au 1er octobre 1973
- Rhein-Main AB (Allemagne) :
  - 13 juillet 1969 au 26 septembre 1969
  - 7 février 1971 au 13 avril 1971
  - 5 avril 1975 au 15 juin 1975

## Affectations
- 316th Transport Group : 14 février 1942 - 3 juillet 1942
- 316th Troop Carrier Group : 4 juillet 1942 - 21 août 1950
- 314th Troop Carrier Group : détaché du 21 août 1950 au 8 mai 1952
- 316th Troop Carrier Group : 8 mai 1952 - 18 juin 1957
- Tactical Air Command : 15 mai 1966 - 30 septembre 1966
- 316th Troop Carrier Group : 1er octobre 1966 - 30 avril 1967
- 316th Tactical Airlift Wing : 1er mai 1967 - 14 septembre 1975
- 317th Tactical Airlift Wing : 15 septembre 1975 - 30 septembre 1977
- 435th Tactical Airlift Wing : 1er octobre 1977 - 14 décembre 1978
- 435th Tactical Airlift Group : 15 décembre 1978 - 1er mai 1980
- 435th Tactical Airlift Wing : 1er juin 1980 - 30 septembre 1994
- 86th Airlift Wing : 1er octobre 94 -